# Eileen Gunn
Eileen Gunn, née le 23 juin 1945 à Boston dans le Massachusetts, est une écrivaine et éditrice de science-fiction américaine.
Son recueil Stable Strategies and Others a été nommé à de nombreux prix et sa traduction en japonais a obtenu le prix Sense of Gender. Sa nouvelle Coming to Terms a obtenu le Prix Nebula de la meilleure nouvelle courte.

## Biographie
Après un bachelor d'histoire obtenu en 1967, Eileen Gunn travaille dans le marketing et la publicité, notamment pour Digital Equipment Corporation dans les années 1970.
En 1976, elle participe à l'atelier d'écriture du Clarion Workshop et écrira à cette occasion son premier texte What are Friends For? qui attire l'attention de Ted White, rédacteur en chef d'Amazing Stories, qui publiera la nouvelle en août 1978.
Par la suite, Eileen Gunn continuera à publier dans de nombreux magazines de science-fiction comme Locus Magazine, Amazing Stories ou Asimov's Science Fiction, tout en travaillant à côté et ce jusqu'en 2004 où elle quitte son emploi, ses publications passées et le succès de son recueil Stable Strategies and Others lui permettant de se consacrer à l'écriture.
En 1988, elle rejoint le conseil d'administration du Clarion West Writers Workshop, organisation sœur de l'atelier auquel elle a participé en 1976. Elle quitte cette fonction, tout en restant impliquée dans l'organisation, en 2010,. À partir de 2007, elle fait partie du conseil d'administration de la Fondation Locus Science Fiction qui administre le prix du même nom.
Pour accompagner le roman La Machine à différences de William Gibson et Bruce Sterling, elle rédige et met en ligne en 1996 The Difference Dictionary, pensé comme un index interactif de toutes les références du livre.
En 2001, Eileen Gunn lance The Infinite Matrix, un magazine en ligne de publication de nouvelles de science fiction et endosse les rôles d'éditrice et de rédactrice en chef. Avec Sci Fiction (en) et Strange Horizons (en) tous deux lancés un an auparavant, le magazine devient une des références au début des années 2000. Le dernier numéro sera publié en 2008.
Elle participe régulièrement à la convention de science-fiction féministe WisCon et a participé à plusieurs anthologies associées.
Si Eileen Gunn est surtout connue pour ses textes de science-fiction, elle a également publié un volume à peu près équivalent de non-fiction.

## Récompenses
| Année | Publication                                                              | Prix                                                | Résultat  |
| ----- | ------------------------------------------------------------------------ | --------------------------------------------------- | --------- |
| 1989  | La Stratégie du cadre moyen                                              | Prix Hugo de la meilleure nouvelle courte           | Nommée    |
| 1990  | Computer Friendly                                                        | Prix Hugo de la meilleure nouvelle courte           | Nommée    |
| 2005  | Stable Strategies and Others                                             | Prix Philip-K.-Dick                                 | Finaliste |
| 2005  | Stable Strategies and Others                                             | Prix Otherwise                                      | Shortlist |
| 2005  | Stable Strategies and Others                                             | Prix World Fantasy du meilleur recueil de nouvelles | Nommée    |
| 2006  | Stable Strategies and Others                                             | Prix Sense of Gender                                | Lauréate  |
| 2005  | Coming to Terms                                                          | Prix Nebula de la meilleure nouvelle courte         | Lauréate  |
| 2006  | Nirvana High                                                             | Prix Nebula de la meilleure nouvelle longue         | Nommée    |
| 2023  | Night Shift Plus Ursula and the Author Plus Promised Lands and Much More | Prix Locus du meilleur recueil de nouvelles         | Finaliste |

## Publications

### Non Fiction
- 2006 : Eurocon 2006: Books and Food in a City of Passionate Readers, Locus Magazine, #547
- 2006 : Cranking the Wheel of Reality, Introduction to Last Week’s Apocalypse, by Douglas Lain, Nightshade Books
- 2006 : Letter from Eileen Gunn to Oscar Wilde, Talking Back: Epistolary Fantasies, Aqueduct Press
- 2006 : A Tour of Chernobyl, April 2006, The Infinite Matrix
- 2007 : Japan Welcomes the World, Locus Magazine, #562
- 2008 : The WisCon Chronicles, Vol. 2: Provocative essays on feminism, race, revolution, and the future, en tant qu'éditrice avec L.Timmel Duchamp. Aqueduct Press.
- 2011 : Introduction to ‘Stable Strategies for Middle Management’, Kafkaesque: Stories Inspired by Franz Kafka, ed. James Patrick Kelly and John Kessel
- 2011 : On Joanna Russ and WisCon, Chunga, #18
- 2012 : In Memory of Joanna Russ: Tributes from WisCon 35, avec L. Timmel Duchamp, Jeanne Gomoll, Farah Mendlesohn, Geoff Ryman and Amy Thomson, The WisCon Chronicles, Volume 6: Futures of Feminism and Fandom, ed. Alexis Lothian, Aqueduct Press
- 2012 : The Irresistibly Readable Katherine MacLean, Readercon Souvenir Book, Readercon
- 2014 : How America’s Leading Science Fiction Authors Are Shaping Your Future, Smithsonian[8]
- 2015 : American Authors in China, avec Ellen Datlow et Michael Swanwick, Locus Magazine, #653,
- 2015 : Diversity and the Infinite Matrix, dans The WisCon Chronicles, Volume 9: Intersections and Alliances, ed. Mary Anne Mohanraj, Aqueduct Press

### Recueils (sélection)
- 1983 : Spring Conditions
- 1988 : Stable Strategies and Others, Tachyon Publications (en)
  - Publié en 1989 sous le titre La Stratégie du cadre moyen dans Univers 1990, éditions J'ai Lu, traduction Pierre K. Rey
- 1989 : Computer Friendly, Asimov’s Science Fiction
- 2014 : Questionable Practices: Stories, Small Beer Press (en)
- 2022 : Night Shift (Outspoken Authors Book 29), PM Press

### Nouvelles et novellas (sélection)
- 1978 : What are Friends For?, Amazing Stories
- 2004 : Nirvana High (with Leslie What (en))
- 2006 : Speak, Geek: Every Dog will Have Its Day, Nature, Vol 442,24[9]
- 2007 : No Place to Raise Kids, Flurb (en) #3
- 2009 : Zeppelin City en collaboration avec Michael Swanwick. Tor.com (en)
- 2009 : The Armies of Elfland en collaboration avec Michael Swanwick, Asimov’s Science Fiction
- 2019 : The Trains that Climb the Winter Tree en collaboration avec Michael Swanwick, Tor.com
- 2011 : Steampunk Quartet, a Tor.Com Original
- 2011 : After the Thaw, Flurb #12
- 2017 : Phantom Pain, LightSpeed (en)
- 2017 : Nightshift, in Visions, Ventures, Escape Velocities: A Collection of Space Futures. Arizona State University, Center for Science and the Imagination

### Poésie
- 2008 : To the Moon Alice, Lady Churchill’s Rosebud Wristlet